# Halowe Mistrzostwa Europy w Lekkoatletyce 1973 – bieg na 60 m kobiet
Bieg na 60 metrów kobiet – jedna z konkurencji biegowych rozgrywanych podczas halowych lekkoatletycznych mistrzostw Europy w hali Ahoy w Rotterdamie. Eliminacje, półfinały i bieg finałowy zostały rozegrane 11 marca 1973. Zwyciężyła reprezentantka Republiki Federalnej Niemiec Annegret Richter. Tytułu zdobytego na poprzednich mistrzostwach nie broniła Renate Stecher z Niemieckiej Republiki Demokratycznej.

## Rezultaty

### Eliminacje
Rozegrano 5 biegów eliminacyjnych, do których przystąpiło 26 biegaczek. Awans do półfinału dawało zajęcie jednego z pierwszych dwóch miejsc w swoim biegu (Q). Skład półfinałów uzupełniły dwie zawodniczki z najlepszym czasem wśród przegranych (q).
Opracowano na podstawie materiału źródłowego.
Bieg 1
| Miejsce | Zawodniczka        | Czas | Uwagi |
| ------- | ------------------ | ---- | ----- |
| 1       | Sylviane Telliez   | 7,39 | Q     |
| 2       | Elke Hahmann       | 7,44 | Q     |
| 3       | Brigitte Haest     | 7,59 | NR    |
| 4       | Maria Żukowska     | 7,64 |       |
| 5       | Natalja Matwiejewa | 7,81 |       |

Bieg 2
| Miejsce | Zawodniczka      | Czas | Uwagi |
| ------- | ---------------- | ---- | ----- |
| 1       | Petra Kandarr    | 7,34 | Q     |
| 2       | Jordanka Jankowa | 7,38 | Q     |
| 3       | Andrea Lynch     | 7,42 | q     |
| 4       | Danuta Jędrejek  | 7,65 |       |
| 5       | Michèle Beugnet  | 7,65 |       |
| 6       | Ilona Bruzsenyák | 7,70 |       |

Bieg 3
| Miejsce | Zawodniczka        | Czas | Uwagi |
| ------- | ------------------ | ---- | ----- |
| 1       | Iwanka Wyłkowa     | 7,42 | Q     |
| 2       | Irena Szewińska    | 7,43 | Q     |
| 3       | Christiane Krause  | 7,44 | q     |
| 4       | Valeria Bufanu     | 7,61 | NR    |
| 5       | Véronique Colonval | 7,78 |       |

Bieg 4
| Miejsce | Zawodniczka       | Czas | Uwagi |
| ------- | ----------------- | ---- | ----- |
| 1       | Doris Selmigkeit  | 7,40 | Q     |
| 2       | Tuula Rautanen    | 7,48 | Q     |
| 3       | Cecilia Molinari  | 7,59 |       |
| 4       | Mieke van Wissen  | 7,74 |       |
| 5       | Jarmila Nygrýnová | 7,83 |       |

Bieg 5
| Miejsce | Zawodniczka          | Czas | Uwagi |
| ------- | -------------------- | ---- | ----- |
| 1       | Annegret Richter     | 7,36 | Q     |
| 2       | Mona-Lisa Strandvall | 7,53 | Q     |
| 3       | Linda Haglund        | 7,57 |       |
| 4       | Marina Sidorowa      | 7,65 |       |
| 5       | Christa Kepplinger   | 7,67 |       |

### Półfinały
Rozegrano 2 biegi półfinałowe, w których wystartowało 12 biegaczek. Awans do finału dawało zajęcie jednego z trzech pierwszych miejsc w swoim biegu (Q).
Opracowano na podstawie materiału źródłowego.
Bieg 1
| Miejsce | Zawodniczka       | Czas | Uwagi |
| ------- | ----------------- | ---- | ----- |
| 1       | Petra Kandarr     | 7,33 | Q     |
| 2       | Sylviane Telliez  | 7,46 | Q     |
| 3       | Christiane Krause | 7,41 | Q     |
| 4       | Iwanka Wyłkowa    | 7,42 |       |
| 5       | Elke Hahmann      | 7,46 |       |
| 6       | Tuula Rautanen    | 7,51 |       |

Bieg 2
| Miejsce | Zawodniczka          | Czas | Uwagi |
| ------- | -------------------- | ---- | ----- |
| 1       | Annegret Richter     | 7,29 | Q     |
| 2       | Irena Szewińska      | 7,37 | Q     |
| 3       | Doris Selmigkeit     | 7,37 | Q     |
| 4       | Jordanka Jankowa     | 7,38 |       |
| 5       | Andrea Lynch         | 7,44 |       |
| 6       | Mona-Lisa Strandvall | 7,50 |       |

### Finał
Opracowano na podstawie materiału źródłowego.
| Miejsce | Zawodniczka       | Czas | Uwagi |
| ------- | ----------------- | ---- | ----- |
| 1       | Annegret Richter  | 7,27 |       |
| 2       | Petra Kandarr     | 7,29 | NR    |
| 3       | Sylviane Telliez  | 7,32 |       |
| 4       | Irena Szewińska   | 7,35 |       |
| 5       | Christiane Krause | 7,36 |       |
| 6       | Doris Selmigkeit  | 7,43 |       |